# Suport vital

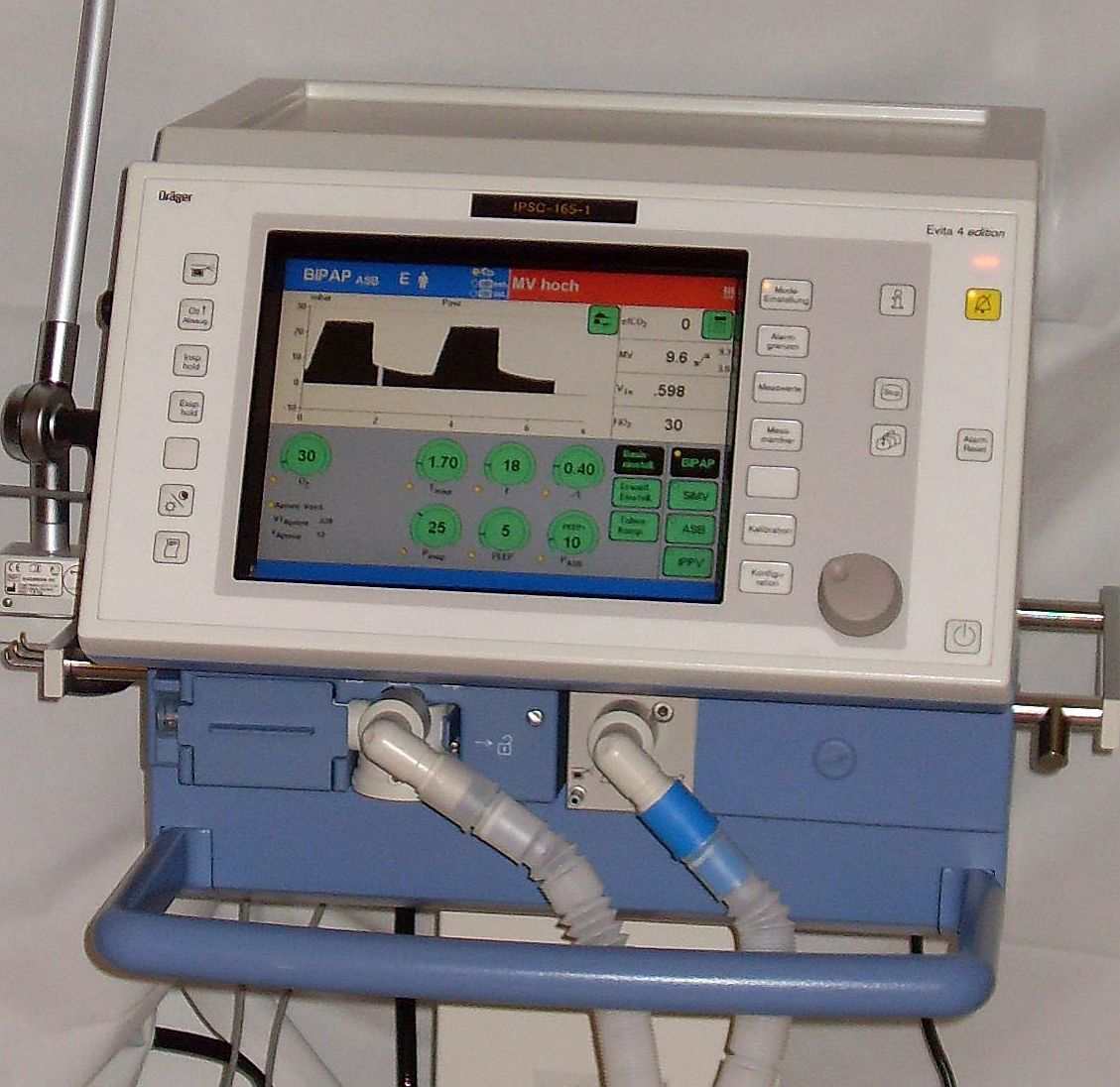
Ventilador mecànic d'una UCI

El suport vital són les tècniques i tractaments d'emergència realitzades en una situació d'urgència mèdica per mantenir la vida del pacient després de la fallada d'un o més òrgans vitals. Els metges i tècnics d'emergències mèdiques són els encarregats de realitzar els procediments bàsics i avançats de suport vital. No obstant això, el suport vital bàsic de vegades es proporciona en el lloc de l'emergència per part de familiars o vianants abans de l'arribada dels serveis d'emergència. En el cas de fallada cardíaca, la reanimació cardiopulmonar és iniciada per les persones properes al pacient el 25% de les vegades. Les tècniques de suport vital bàsic, com la realització de la Reanimació cardiopulmonar (RCP) en una víctima d'aturada cardíaca poden duplicar o fins i tot triplicar la possibilitat de supervivència del pacient. Altres tipus de suport vital bàsic inclouen proporcionar respiració en cas d'asfíxia, parar una hemorràgia o l'ús d'un desfibril·lador extern automàtic.
L'objectiu del suport vital bàsic (SVB) és salvar vides en diferents situacions que requereixen atenció mèdica immediata. Aquestes situacions poden incloure, entre d'altres, una aturada cardíaca, un accident cerebrovascular, ofegament, asfíxia, lesions accidentals, greus reaccions al·lèrgiques (com un xoc anafilàctic), cremades, hipotèrmia, complicacions en el part, sobredosi de drogues i la intoxicació per alcohol. L'emergència més comuna que requereix suport vital bàsic és la hipòxia cerebral, la manca d'oxigen al cervell a causa d'una insuficiència cardíaca o respiratòria. Una víctima de la hipòxia cerebral pot morir entre 8 i 10 minuts si no se li apliquen procediments de suport vital bàsic. El suport vital bàsic és el nivell més baix de l'atenció d'emergència, seguit de suport vital avançat i cures crítiques o medecina intensiva.

## Tècniques

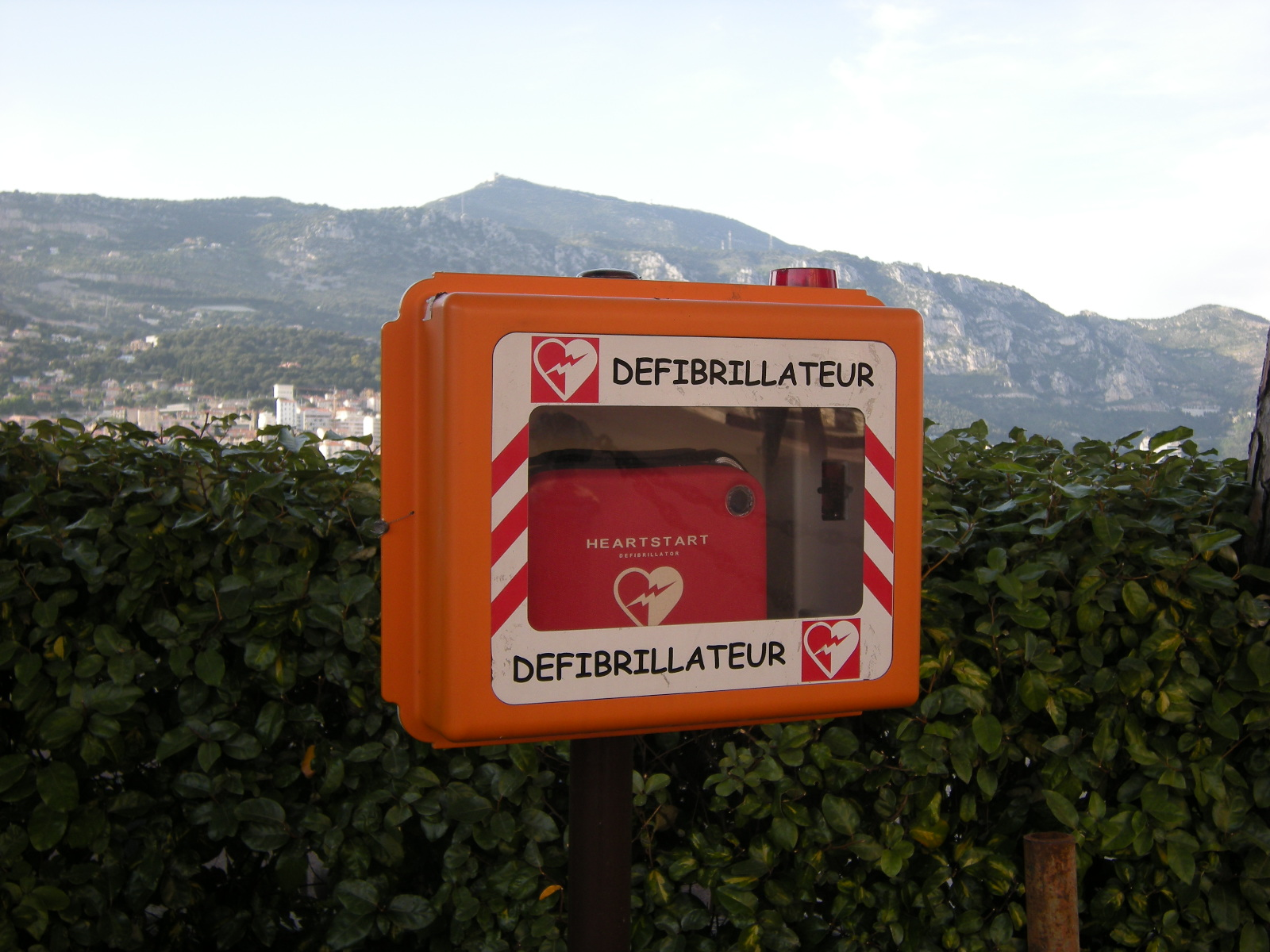
Desfibril·lador públic

Hi ha moltes teràpies i tècniques que poden ser utilitzades pels metges a l'hora d'intentar mantenir la vida del pacient. Alguns exemples inclouen:
- Sonda d'alimentació.
- Nutrició parenteral total.
- Ventilació mecànica.
- Derivació cardiopulmonar o ECMO.
- Cateterisme urinari.
- Diàlisi.
- Reanimació cardiopulmonar.
- Desfibril·lació.
- Marcapassos cardíac artificial.

Aquestes tècniques s'apliquen amb major freqüència a Urgències, a la Unitat de Vigilància Intensiva i a les sales d'operacions. Degut a la millora en les tecnologies de suport vital, aquestes s'utilitzen cada cop més fora de l'entorn hospitalari. Per exemple, un pacient que requereix un ventilador per a la supervivència és comunament donat d'alta amb aquests dispositius. Un altre exemple inclou la presència de desfibril·ladors externs automàtics en llocs públics, que permeten als ciutadans del carrer oferir suport vital en un ambient prehospitalari.
Normalment, s'utilitza el suport vital per mantenir la vida del pacient mentre que la lesió o malaltia subjacent estan sent tractades o avaluades per al pronòstic. Les tècniques de suport vital també poden es poden utilitzar de forma indefinida si la condició mèdica subjacent no es pot corregir, i tot i així és possible de mantenir una qualitat de vida raonable.

## Bioètica
Com que la tecnologia segueix avançant al camp de la medicina, també ho fan les opcions disponibles per a l'assistència mèdica. Respecte a l'autonomia dels pacients, aquests i els seus familiars són capaços de prendre les seves pròpies decisions sobre el manteniment del suport vital o sobre si s'ha d'accelerar la mort. Quan els pacients i les seves famílies es veuen obligats a prendre decisions sobre el suport vital com una forma de donar el final a la seva vida o un tractament d'emergència, sorgeixen sovint diversos dilemes ètics. Quan un pacient té una malaltia terminal o es troba seriosament malalt, les intervencions mèdiques poden salvar o perllongar la vida del pacient. Com que aquest tractament està disponible, les famílies s'enfronten sovint amb la qüestió moral d'acceptar o no el suport vital per al malalt. Entre el 60 i el 70% dels pacients greument malalts no serà capaç de decidir per si mateixos si desitgen o no limitar els tractaments, incloses les mesures de suport vital. Això provoca que sovint siguin els familiars o amics qui hagin de prendre aquestes decisions difícils.
Pacients i familiars que desitgin limitar el tractament subministrat al pacient poden ordenar un no RCP (reanimació cardiopulmonar) o un No Intubar. Aquestes ordres estableixen que el pacient no desitja rebre aquestes formes de suport vital. Generalment, un no RCP i un no Intubar estan justificats per a pacients que no podrien beneficiar-se d'una reanimació cardiopulmonar o pacients que tenen una mala qualitat de vida abans de la RCP o la intubació i no desitgen perllongar el procés de mort.
Un altre tipus de suport vital que provoca problemes ètics és la col·locació d'una sonda d'alimentació. Les decisions sobre la hidratació i la nutrició són generalment les més desafiadores en el terreny ètic quan es tracta de posar fi a la vida. En 1990, la Cort Suprema dels Estats Units va dictaminar que la nutrició artificial i la hidratació no són diferents d'altres tractaments de suport vital. A causa d'això, la nutrició i hidratació artificials poden ser rebutjades per un pacient o la seva família. Una persona no pot viure sense menjar ni aigua, per tant s'ha argumentat que el rebuig de l'alimentació i hidratació del pacient és similar a l'acte de matar-ho i fins i tot a permetre que la persona mori. Aquest tipus de mort voluntària és referit com l'eutanàsia passiva.